# Volta a la Comunitat Valenciana 2024
Volta a la Comunitat Valenciana 2024 var den 75. udgave af det spanske etapeløb Volta a la Comunitat Valenciana. Cykelløbets fem etaper blev afholdt fra 31. januar med start i Benicàssim, til 4. februar 2024 med afslutning i Valencia. Løbet var en del af UCI ProSeries 2024.
Løbets samlede vinder blev amerikanske Brandon McNulty fra UAE Team Emirates.

## Etaperne
| Etape    | Dato     | Start – Mål                        | type              | Afstand (km) | Elevation (m) | Etapevinder        | Førende rytter     |
| -------- | -------- | ---------------------------------- | ----------------- | ------------ | ------------- | ------------------ | ------------------ |
| 1. etape | 31. jan. | Benicàssim – Castellón de la Plana | kuperet etape     | 167          | 2.374 m       | Alessandro Tonelli | Alessandro Tonelli |
| 2. etape | 1. feb.  | Canals – Valldigna                 | kuperet etape     | 162,7        | 1.827 m       | Matej Mohorič      | Alessandro Tonelli |
| 3. etape | 2. feb.  | San Vicente del Raspeig – Orihuela | kuperet etape     | 161,3        | 1.393 m       | Jonathan Milan     | Alessandro Tonelli |
| 4. etape | 3. feb.  | Teulada – La Vall d'Ebo            | middel bjergetape | 160          | 3.328 m       | Brandon McNulty    | Brandon McNulty    |
| 5. etape | 4. feb.  | Bétera – Valencia                  | kuperet etape     | 93           | 1.161 m       | Will Barta         | Brandon McNulty    |

### 1. etape
| Benicàssim - Castellón de la Plana | kuperet etape | (167 km) |

| \| Etaperesultat \| Etaperesultat \| Etaperesultat \| Etaperesultat \| Etaperesultat \| \| Rytter \| Rytter \| Hold \| Tid \| \| \| ------------- \| ------------------ \| ----------------------------- \| ------------- \| ------------- \| \| 1. \| Alessandro Tonelli \| VF Group-Bardiani CSF-Faizanè \| 4t 04' 34" \| \| \| 2. \| Manuele Tarozzi \| VF Group-Bardiani CSF-Faizanè \| + 0" \| \| \| 3. \| Oier Lazkano \| Movistar Team \| + 1' 09" \| \| \| 4. \| Alex Molenaar \| Illes Balears Arabay Cycling \| + 1' 12" \| \| \| 5. \| Jonathan Milan \| Lidl-Trek \| + 1' 19" \| \| \| 6. \| Michael Matthews \| Team Jayco AlUla \| + 1' 19" \| \| \| 7. \| Matej Mohorič \| Bahrain Victorious \| + 1' 19" \| \| \| 8. \| Filippo Fiorelli \| VF Group-Bardiani CSF-Faizanè \| + 1' 19" \| \| \| 9. \| Pelayo Sánchez \| Movistar Team \| + 1' 19" \| \| \| 10. \| Giovanni Aleotti \| Bora-Hansgrohe \| + 1' 19" \| \| |                    |                               |            |
| |                    |                               |            |
| Kilde: ProCyclingStats |                    |                               |            |
| Etaperesultat |                    |                               |            |
| Rytter | Rytter             | Hold                          | Tid        |
| 1. | Alessandro Tonelli | VF Group-Bardiani CSF-Faizanè | 4t 04' 34" |
| 2. | Manuele Tarozzi    | VF Group-Bardiani CSF-Faizanè | + 0"       |
| 3. | Oier Lazkano       | Movistar Team                 | + 1' 09"   |
| 4. | Alex Molenaar      | Illes Balears Arabay Cycling  | + 1' 12"   |
| 5. | Jonathan Milan     | Lidl-Trek                     | + 1' 19"   |
| 6. | Michael Matthews   | Team Jayco AlUla              | + 1' 19"   |
| 7. | Matej Mohorič      | Bahrain Victorious            | + 1' 19"   |
| 8. | Filippo Fiorelli   | VF Group-Bardiani CSF-Faizanè | + 1' 19"   |
| 9. | Pelayo Sánchez     | Movistar Team                 | + 1' 19"   |
| 10. | Giovanni Aleotti   | Bora-Hansgrohe                | + 1' 19"   |

| \| Samlede stilling \| Samlede stilling \| Samlede stilling \| Samlede stilling \| Samlede stilling \| \| Rytter \| Rytter \| Hold \| Tid \| \| \| ---------------- \| ------------------ \| ----------------------------- \| ---------------- \| ---------------- \| \| 1. \| Alessandro Tonelli \| VF Group-Bardiani CSF-Faizanè \| 4t 04' 22" \| \| \| 2. \| Manuele Tarozzi \| VF Group-Bardiani CSF-Faizanè \| + 3" \| \| \| 3. \| Oier Lazkano \| Movistar Team \| + 1' 17" \| \| \| 4. \| Alex Molenaar \| Illes Balears Arabay Cycling \| + 1' 20" \| \| \| 5. \| Francisco Muñoz \| Team Polti Kometa \| + 1' 29" \| \| \| 6. \| Jonathan Milan \| Lidl-Trek \| + 1' 31" \| \| \| 7. \| Michael Matthews \| Team Jayco AlUla \| + 1' 31" \| \| \| 8. \| Matej Mohorič \| Bahrain Victorious \| + 1' 31" \| \| \| 9. \| Filippo Fiorelli \| VF Group-Bardiani CSF-Faizanè \| + 1' 31" \| \| \| 10. \| Pelayo Sánchez \| Movistar Team \| + 1' 31" \| \| |                    |                               |            |
| |                    |                               |            |
| Kilde: ProCyclingStats |                    |                               |            |
| Samlede stilling |                    |                               |            |
| Rytter | Rytter             | Hold                          | Tid        |
| 1. | Alessandro Tonelli | VF Group-Bardiani CSF-Faizanè | 4t 04' 22" |
| 2. | Manuele Tarozzi    | VF Group-Bardiani CSF-Faizanè | + 3"       |
| 3. | Oier Lazkano       | Movistar Team                 | + 1' 17"   |
| 4. | Alex Molenaar      | Illes Balears Arabay Cycling  | + 1' 20"   |
| 5. | Francisco Muñoz    | Team Polti Kometa             | + 1' 29"   |
| 6. | Jonathan Milan     | Lidl-Trek                     | + 1' 31"   |
| 7. | Michael Matthews   | Team Jayco AlUla              | + 1' 31"   |
| 8. | Matej Mohorič      | Bahrain Victorious            | + 1' 31"   |
| 9. | Filippo Fiorelli   | VF Group-Bardiani CSF-Faizanè | + 1' 31"   |
| 10. | Pelayo Sánchez     | Movistar Team                 | + 1' 31"   |

### 2. etape
| Canals - Valldigna | kuperet etape | (162,7 km) |

| \| Etaperesultat \| Etaperesultat \| Etaperesultat \| Etaperesultat \| Etaperesultat \| \| Rytter \| Rytter \| Hold \| Tid \| \| \| ------------- \| ----------------- \| ----------------------------- \| ------------- \| ------------- \| \| 1. \| Matej Mohorič \| Bahrain Victorious \| 3t 47' 47" \| \| \| 2. \| Giovanni Lonardi \| Team Polti Kometa \| + 13" \| \| \| 3. \| Simone Consonni \| Lidl-Trek \| + 13" \| \| \| 4. \| Filippo Fiorelli \| VF Group-Bardiani CSF-Faizanè \| + 13" \| \| \| 5. \| Davide De Pretto \| Team Jayco AlUla \| + 13" \| \| \| 6. \| Michael Matthews \| Team Jayco AlUla \| + 13" \| \| \| 7. \| Marco Tizza \| Bingoal WB \| + 13" \| \| \| 8. \| Tyler Stites \| Project Echelon Racing \| + 13" \| \| \| 9. \| Rainer Kepplinger \| Bahrain Victorious \| + 13" \| \| \| 10. \| Orluis Aular \| Caja Rural-Seguros RGA \| + 13" \| \| |                   |                               |            |
| |                   |                               |            |
| Kilde: ProCyclingStats |                   |                               |            |
| Etaperesultat |                   |                               |            |
| Rytter | Rytter            | Hold                          | Tid        |
| 1. | Matej Mohorič     | Bahrain Victorious            | 3t 47' 47" |
| 2. | Giovanni Lonardi  | Team Polti Kometa             | + 13"      |
| 3. | Simone Consonni   | Lidl-Trek                     | + 13"      |
| 4. | Filippo Fiorelli  | VF Group-Bardiani CSF-Faizanè | + 13"      |
| 5. | Davide De Pretto  | Team Jayco AlUla              | + 13"      |
| 6. | Michael Matthews  | Team Jayco AlUla              | + 13"      |
| 7. | Marco Tizza       | Bingoal WB                    | + 13"      |
| 8. | Tyler Stites      | Project Echelon Racing        | + 13"      |
| 9. | Rainer Kepplinger | Bahrain Victorious            | + 13"      |
| 10. | Orluis Aular      | Caja Rural-Seguros RGA        | + 13"      |

| \| Samlede stilling \| Samlede stilling \| Samlede stilling \| Samlede stilling \| Samlede stilling \| \| Rytter \| Rytter \| Hold \| Tid \| \| \| ---------------- \| ------------------- \| ----------------------------- \| ---------------- \| ---------------- \| \| 1. \| Alessandro Tonelli \| VF Group-Bardiani CSF-Faizanè \| 7t 52' 22" \| \| \| 2. \| Matej Mohorič \| Bahrain Victorious \| + 1' 08" \| \| \| 3. \| Felix Großschartner \| UAE Team Emirates \| + 1' 18" \| \| \| 4. \| Santiago Buitrago \| Bahrain Victorious \| + 1' 19" \| \| \| 5. \| Aleksandr Vlasov \| Bora-Hansgrohe \| + 1' 30" \| \| \| 6. \| Filippo Fiorelli \| VF Group-Bardiani CSF-Faizanè \| + 1' 31" \| \| \| 7. \| Michael Matthews \| Team Jayco AlUla \| + 1' 31" \| \| \| 8. \| Paul Double \| Team Polti Kometa \| + 1' 31" \| \| \| 9. \| Giovanni Aleotti \| Bora-Hansgrohe \| + 1' 31" \| \| \| 10. \| Rainer Kepplinger \| Bahrain Victorious \| + 1' 31" \| \| |                     |                               |            |
| |                     |                               |            |
| Kilde: ProCyclingStats |                     |                               |            |
| Samlede stilling |                     |                               |            |
| Rytter | Rytter              | Hold                          | Tid        |
| 1. | Alessandro Tonelli  | VF Group-Bardiani CSF-Faizanè | 7t 52' 22" |
| 2. | Matej Mohorič       | Bahrain Victorious            | + 1' 08"   |
| 3. | Felix Großschartner | UAE Team Emirates             | + 1' 18"   |
| 4. | Santiago Buitrago   | Bahrain Victorious            | + 1' 19"   |
| 5. | Aleksandr Vlasov    | Bora-Hansgrohe                | + 1' 30"   |
| 6. | Filippo Fiorelli    | VF Group-Bardiani CSF-Faizanè | + 1' 31"   |
| 7. | Michael Matthews    | Team Jayco AlUla              | + 1' 31"   |
| 8. | Paul Double         | Team Polti Kometa             | + 1' 31"   |
| 9. | Giovanni Aleotti    | Bora-Hansgrohe                | + 1' 31"   |
| 10. | Rainer Kepplinger   | Bahrain Victorious            | + 1' 31"   |

### 3. etape
| San Vicente del Raspeig - Orihuela | kuperet etape | (161,3 km) |

| \| Etaperesultat \| Etaperesultat \| Etaperesultat \| Etaperesultat \| Etaperesultat \| \| Rytter \| Rytter \| Hold \| Tid \| \| \| ------------- \| ---------------- \| ----------------------------- \| ------------- \| ------------- \| \| 1. \| Jonathan Milan \| Lidl-Trek \| 3t 42' 04" \| \| \| 2. \| Arne Marit \| Intermarché-Wanty \| + 0" \| \| \| 3. \| Giovanni Lonardi \| Team Polti Kometa \| + 0" \| \| \| 4. \| Filippo Fiorelli \| VF Group-Bardiani CSF-Faizanè \| + 0" \| \| \| 5. \| Simone Consonni \| Lidl-Trek \| + 0" \| \| \| 6. \| Alexander Salby \| Bingoal WB \| + 0" \| \| \| 7. \| Matyáš Kopecký \| Team Novo Nordisk \| + 0" \| \| \| 8. \| Thomas Silva \| Caja Rural-Seguros RGA \| + 0" \| \| \| 9. \| Orluis Aular \| Caja Rural-Seguros RGA \| + 0" \| \| \| 10. \| Tyler Stites \| Project Echelon Racing \| + 0" \| \| |                  |                               |            |
| |                  |                               |            |
| Kilde: ProCyclingStats |                  |                               |            |
| Etaperesultat |                  |                               |            |
| Rytter | Rytter           | Hold                          | Tid        |
| 1. | Jonathan Milan   | Lidl-Trek                     | 3t 42' 04" |
| 2. | Arne Marit       | Intermarché-Wanty             | + 0"       |
| 3. | Giovanni Lonardi | Team Polti Kometa             | + 0"       |
| 4. | Filippo Fiorelli | VF Group-Bardiani CSF-Faizanè | + 0"       |
| 5. | Simone Consonni  | Lidl-Trek                     | + 0"       |
| 6. | Alexander Salby  | Bingoal WB                    | + 0"       |
| 7. | Matyáš Kopecký   | Team Novo Nordisk             | + 0"       |
| 8. | Thomas Silva     | Caja Rural-Seguros RGA        | + 0"       |
| 9. | Orluis Aular     | Caja Rural-Seguros RGA        | + 0"       |
| 10. | Tyler Stites     | Project Echelon Racing        | + 0"       |

| \| Samlede stilling \| Samlede stilling \| Samlede stilling \| Samlede stilling \| Samlede stilling \| \| Rytter \| Rytter \| Hold \| Tid \| \| \| ---------------- \| ------------------- \| ----------------------------- \| ---------------- \| ---------------- \| \| 1. \| Alessandro Tonelli \| VF Group-Bardiani CSF-Faizanè \| 11t 34' 26" \| \| \| 2. \| Matej Mohorič \| Bahrain Victorious \| + 1' 08" \| \| \| 3. \| Felix Großschartner \| UAE Team Emirates \| + 1' 28" \| \| \| 4. \| Santiago Buitrago \| Bahrain Victorious \| + 1' 29" \| \| \| 5. \| Aleksandr Vlasov \| Bora-Hansgrohe \| + 1' 30" \| \| \| 6. \| Filippo Fiorelli \| VF Group-Bardiani CSF-Faizanè \| + 1' 31" \| \| \| 7. \| Paul Double \| Team Polti Kometa \| + 1' 31" \| \| \| 8. \| Giovanni Aleotti \| Bora-Hansgrohe \| + 1' 31" \| \| \| 9. \| Joan Bou \| Euskaltel-Euskadi \| + 1' 31" \| \| \| 10. \| Einer Rubio \| Movistar Team \| + 1' 31" \| \| |                     |                               |             |
| |                     |                               |             |
| Kilde: ProCyclingStats |                     |                               |             |
| Samlede stilling |                     |                               |             |
| Rytter | Rytter              | Hold                          | Tid         |
| 1. | Alessandro Tonelli  | VF Group-Bardiani CSF-Faizanè | 11t 34' 26" |
| 2. | Matej Mohorič       | Bahrain Victorious            | + 1' 08"    |
| 3. | Felix Großschartner | UAE Team Emirates             | + 1' 28"    |
| 4. | Santiago Buitrago   | Bahrain Victorious            | + 1' 29"    |
| 5. | Aleksandr Vlasov    | Bora-Hansgrohe                | + 1' 30"    |
| 6. | Filippo Fiorelli    | VF Group-Bardiani CSF-Faizanè | + 1' 31"    |
| 7. | Paul Double         | Team Polti Kometa             | + 1' 31"    |
| 8. | Giovanni Aleotti    | Bora-Hansgrohe                | + 1' 31"    |
| 9. | Joan Bou            | Euskaltel-Euskadi             | + 1' 31"    |
| 10. | Einer Rubio         | Movistar Team                 | + 1' 31"    |

### 4. etape
| Teulada - La Vall d'Ebo | middel bjergetape | (160 km) |

| \| Etaperesultat \| Etaperesultat \| Etaperesultat \| Etaperesultat \| Etaperesultat \| \| Rytter \| Rytter \| Hold \| Tid \| \| \| ------------- \| ------------------- \| ------------------ \| ------------- \| ------------- \| \| 1. \| Brandon McNulty \| UAE Team Emirates \| 4t 08' 21" \| \| \| 2. \| Santiago Buitrago \| Bahrain Victorious \| + 12" \| \| \| 3. \| Aleksandr Vlasov \| Bora-Hansgrohe \| + 12" \| \| \| 4. \| Pello Bilbao \| Bahrain Victorious \| + 24" \| \| \| 5. \| Jai Hindley \| Bora-Hansgrohe \| + 24" \| \| \| 6. \| Felix Großschartner \| UAE Team Emirates \| + 29" \| \| \| 7. \| Rainer Kepplinger \| Bahrain Victorious \| + 44" \| \| \| 8. \| Javier Romo \| Movistar Team \| + 47" \| \| \| 9. \| Hagos Welay Berhe \| Team Jayco AlUla \| + 48" \| \| \| 10. \| Patrick Konrad \| Lidl-Trek \| + 1' 01" \| \| |                     |                    |            |
| |                     |                    |            |
| Kilde: ProCyclingStats |                     |                    |            |
| Etaperesultat |                     |                    |            |
| Rytter | Rytter              | Hold               | Tid        |
| 1. | Brandon McNulty     | UAE Team Emirates  | 4t 08' 21" |
| 2. | Santiago Buitrago   | Bahrain Victorious | + 12"      |
| 3. | Aleksandr Vlasov    | Bora-Hansgrohe     | + 12"      |
| 4. | Pello Bilbao        | Bahrain Victorious | + 24"      |
| 5. | Jai Hindley         | Bora-Hansgrohe     | + 24"      |
| 6. | Felix Großschartner | UAE Team Emirates  | + 29"      |
| 7. | Rainer Kepplinger   | Bahrain Victorious | + 44"      |
| 8. | Javier Romo         | Movistar Team      | + 47"      |
| 9. | Hagos Welay Berhe   | Team Jayco AlUla   | + 48"      |
| 10. | Patrick Konrad      | Lidl-Trek          | + 1' 01"   |

| \| Samlede stilling \| Samlede stilling \| Samlede stilling \| Samlede stilling \| Samlede stilling \| \| Rytter \| Rytter \| Hold \| Tid \| \| \| ---------------- \| ------------------- \| ----------------------------- \| ---------------- \| ---------------- \| \| 1. \| Brandon McNulty \| UAE Team Emirates \| 15t 44' 08" \| \| \| 2. \| Santiago Buitrago \| Bahrain Victorious \| + 14" \| \| \| 3. \| Aleksandr Vlasov \| Bora-Hansgrohe \| + 17" \| \| \| 4. \| Alessandro Tonelli \| VF Group-Bardiani CSF-Faizanè \| + 20" \| \| \| 5. \| Jai Hindley \| Bora-Hansgrohe \| + 34" \| \| \| 6. \| Pello Bilbao \| Bahrain Victorious \| + 34" \| \| \| 7. \| Felix Großschartner \| UAE Team Emirates \| + 36" \| \| \| 8. \| Rainer Kepplinger \| Bahrain Victorious \| + 54" \| \| \| 9. \| Javier Romo \| Movistar Team \| + 58" \| \| \| 10. \| Paul Double \| Team Polti Kometa \| + 1' 11" \| \| |                     |                               |             |
| |                     |                               |             |
| Kilde: ProCyclingStats |                     |                               |             |
| Samlede stilling |                     |                               |             |
| Rytter | Rytter              | Hold                          | Tid         |
| 1. | Brandon McNulty     | UAE Team Emirates             | 15t 44' 08" |
| 2. | Santiago Buitrago   | Bahrain Victorious            | + 14"       |
| 3. | Aleksandr Vlasov    | Bora-Hansgrohe                | + 17"       |
| 4. | Alessandro Tonelli  | VF Group-Bardiani CSF-Faizanè | + 20"       |
| 5. | Jai Hindley         | Bora-Hansgrohe                | + 34"       |
| 6. | Pello Bilbao        | Bahrain Victorious            | + 34"       |
| 7. | Felix Großschartner | UAE Team Emirates             | + 36"       |
| 8. | Rainer Kepplinger   | Bahrain Victorious            | + 54"       |
| 9. | Javier Romo         | Movistar Team                 | + 58"       |
| 10. | Paul Double         | Team Polti Kometa             | + 1' 11"    |

### 5. etape
| Bétera - Valencia | kuperet etape | (93 km) |

| \| Etaperesultat \| Etaperesultat \| Etaperesultat \| Etaperesultat \| Etaperesultat \| \| Rytter \| Rytter \| Hold \| Tid \| \| \| ------------- \| ---------------- \| ---------------------- \| ------------- \| ------------- \| \| 1. \| Will Barta \| Movistar Team \| 2t 08' 19" \| \| \| 2. \| Jonathan Milan \| Lidl-Trek \| + 7" \| \| \| 3. \| Vito Braet \| Intermarché-Wanty \| + 7" \| \| \| 4. \| Orluis Aular \| Caja Rural-Seguros RGA \| + 7" \| \| \| 5. \| Matej Mohorič \| Bahrain Victorious \| + 7" \| \| \| 6. \| Davide De Pretto \| Team Jayco AlUla \| + 7" \| \| \| 7. \| Tyler Stites \| Project Echelon Racing \| + 7" \| \| \| 8. \| Johan Meens \| Bingoal WB \| + 7" \| \| \| 9. \| Jan Christen \| UAE Team Emirates \| + 7" \| \| \| 10. \| Aleksandr Vlasov \| Bora-Hansgrohe \| + 7" \| \| |                  |                        |            |
| |                  |                        |            |
| Kilde: ProCyclingStats |                  |                        |            |
| Etaperesultat |                  |                        |            |
| Rytter | Rytter           | Hold                   | Tid        |
| 1. | Will Barta       | Movistar Team          | 2t 08' 19" |
| 2. | Jonathan Milan   | Lidl-Trek              | + 7"       |
| 3. | Vito Braet       | Intermarché-Wanty      | + 7"       |
| 4. | Orluis Aular     | Caja Rural-Seguros RGA | + 7"       |
| 5. | Matej Mohorič    | Bahrain Victorious     | + 7"       |
| 6. | Davide De Pretto | Team Jayco AlUla       | + 7"       |
| 7. | Tyler Stites     | Project Echelon Racing | + 7"       |
| 8. | Johan Meens      | Bingoal WB             | + 7"       |
| 9. | Jan Christen     | UAE Team Emirates      | + 7"       |
| 10. | Aleksandr Vlasov | Bora-Hansgrohe         | + 7"       |

## Trøjernes fordeling gennem løbet
| Etape    |                   | Vinder _           | Samlede stilling   | Pointtrøje         | Bjergtrøje      | Ungdomstrøje      | Holdkonkurrence               |
| -------- | ----------------- | ------------------ | ------------------ | ------------------ | --------------- | ----------------- | ----------------------------- |
| 1. etape | kuperet etape     | Alessandro Tonelli | Alessandro Tonelli | Alessandro Tonelli | Gorka Sorarrain | Oier Lazkano      | VF Group-Bardiani CSF-Faizané |
| 2. etape | kuperet etape     | Matej Mohorič      | Alessandro Tonelli | Matej Mohorič      | Gorka Sorarrain | Santiago Buitrago | VF Group-Bardiani CSF-Faizané |
| 3. etape | kuperet etape     | Jonathan Milan     | Alessandro Tonelli | Jonathan Milan     | Gorka Sorarrain | Santiago Buitrago | VF Group-Bardiani CSF-Faizané |
| 4. etape | middel bjergetape | Brandon McNulty    | Brandon McNulty    | Jonathan Milan     | Mikel Bizkarra  | Santiago Buitrago | Bahrain Victorious            |
| 5. etape | kuperet etape     | Will Barta         | Brandon McNulty    | Jonathan Milan     | Mikel Bizkarra  | Santiago Buitrago | Bahrain Victorious            |
| Samlet   | Samlet            |                    | Brandon McNulty    | Jonathan Milan     | Mikel Bizkarra  | Santiago Buitrago | Bahrain Victorious            |

## Resultater
| \| Samlede stilling \| Samlede stilling \| Samlede stilling \| Samlede stilling \| Samlede stilling \| \| Rytter \| Rytter \| Hold \| Tid \| \| \| ---------------- \| ------------------- \| ----------------------------- \| ---------------- \| ---------------- \| \| 1. \| Brandon McNulty \| UAE Team Emirates \| 17t 52' 34" \| \| \| 2. \| Santiago Buitrago \| Bahrain Victorious \| + 14" \| \| \| 3. \| Aleksandr Vlasov \| Bora-Hansgrohe \| + 17" \| \| \| 4. \| Alessandro Tonelli \| VF Group-Bardiani CSF-Faizanè \| + 20" \| \| \| 5. \| Jai Hindley \| Bora-Hansgrohe \| + 34" \| \| \| 6. \| Pello Bilbao \| Bahrain Victorious \| + 34" \| \| \| 7. \| Felix Großschartner \| UAE Team Emirates \| + 36" \| \| \| 8. \| Rainer Kepplinger \| Bahrain Victorious \| + 54" \| \| \| 9. \| Javier Romo \| Movistar Team \| + 57" \| \| \| 10. \| Hagos Welay Berhe \| Team Jayco AlUla \| + 58" \| \| |                     |                               |             |
| |                     |                               |             |
| Kilde: ProCyclingStats |                     |                               |             |
| Samlede stilling |                     |                               |             |
| Rytter | Rytter              | Hold                          | Tid         |
| 1. | Brandon McNulty     | UAE Team Emirates             | 17t 52' 34" |
| 2. | Santiago Buitrago   | Bahrain Victorious            | + 14"       |
| 3. | Aleksandr Vlasov    | Bora-Hansgrohe                | + 17"       |
| 4. | Alessandro Tonelli  | VF Group-Bardiani CSF-Faizanè | + 20"       |
| 5. | Jai Hindley         | Bora-Hansgrohe                | + 34"       |
| 6. | Pello Bilbao        | Bahrain Victorious            | + 34"       |
| 7. | Felix Großschartner | UAE Team Emirates             | + 36"       |
| 8. | Rainer Kepplinger   | Bahrain Victorious            | + 54"       |
| 9. | Javier Romo         | Movistar Team                 | + 57"       |
| 10. | Hagos Welay Berhe   | Team Jayco AlUla              | + 58"       |

| Samlede stilling | Samlede stilling    | Samlede stilling              | Samlede stilling | Samlede stilling |
| Rytter           | Rytter              | Hold                          | Tid              |                  |
| ---------------- | ------------------- | ----------------------------- | ---------------- | ---------------- |
| 1.               | Brandon McNulty     | UAE Team Emirates             | 17t 52' 34"      |                  |
| 2.               | Santiago Buitrago   | Bahrain Victorious            | + 14"            |                  |
| 3.               | Aleksandr Vlasov    | Bora-Hansgrohe                | + 17"            |                  |
| 4.               | Alessandro Tonelli  | VF Group-Bardiani CSF-Faizanè | + 20"            |                  |
| 5.               | Jai Hindley         | Bora-Hansgrohe                | + 34"            |                  |
| 6.               | Pello Bilbao        | Bahrain Victorious            | + 34"            |                  |
| 7.               | Felix Großschartner | UAE Team Emirates             | + 36"            |                  |
| 8.               | Rainer Kepplinger   | Bahrain Victorious            | + 54"            |                  |
| 9.               | Javier Romo         | Movistar Team                 | + 57"            |                  |
| 10.              | Hagos Welay Berhe   | Team Jayco AlUla              | + 58"            |                  |

| Bjergkonkurrence | Bjergkonkurrence  | Bjergkonkurrence              | Bjergkonkurrence | Bjergkonkurrence |
| Rytter           | Rytter            | Hold                          | Point            |                  |
| ---------------- | ----------------- | ----------------------------- | ---------------- | ---------------- |
| 1.               | Mikel Bizkarra    | Euskaltel-Euskadi             | 18 point         |                  |
| 2.               | Gorka Sorarrain   | Caja Rural-Seguros RGA        | 15 point         |                  |
| 3.               | Will Barta        | Movistar Team                 | 12 point         |                  |
| 4.               | Jokin Murguialday | Caja Rural-Seguros RGA        | 12 point         |                  |
| 5.               | Brandon McNulty   | UAE Team Emirates             | 10 point         |                  |
| 6.               | Santiago Buitrago | Bahrain Victorious            | 10 point         |                  |
| 7.               | Aleksandr Vlasov  | Bora-Hansgrohe                | 8 point          |                  |
| 8.               | Pello Bilbao      | Bahrain Victorious            | 8 point          |                  |
| 9.               | Filippo Fiorelli  | VF Group-Bardiani CSF-Faizanè | 8 point          |                  |
| 10.              | Manuele Tarozzi   | VF Group-Bardiani CSF-Faizanè | 6 point          |                  |

| Bjergkonkurrence | Bjergkonkurrence  | Bjergkonkurrence              | Bjergkonkurrence | Bjergkonkurrence |
| Rytter           | Rytter            | Hold                          | Point            |                  |
| ---------------- | ----------------- | ----------------------------- | ---------------- | ---------------- |
| 1.               | Mikel Bizkarra    | Euskaltel-Euskadi             | 18 point         |                  |
| 2.               | Gorka Sorarrain   | Caja Rural-Seguros RGA        | 15 point         |                  |
| 3.               | Will Barta        | Movistar Team                 | 12 point         |                  |
| 4.               | Jokin Murguialday | Caja Rural-Seguros RGA        | 12 point         |                  |
| 5.               | Brandon McNulty   | UAE Team Emirates             | 10 point         |                  |
| 6.               | Santiago Buitrago | Bahrain Victorious            | 10 point         |                  |
| 7.               | Aleksandr Vlasov  | Bora-Hansgrohe                | 8 point          |                  |
| 8.               | Pello Bilbao      | Bahrain Victorious            | 8 point          |                  |
| 9.               | Filippo Fiorelli  | VF Group-Bardiani CSF-Faizanè | 8 point          |                  |
| 10.              | Manuele Tarozzi   | VF Group-Bardiani CSF-Faizanè | 6 point          |                  |

| Pointkonkurrence | Pointkonkurrence   | Pointkonkurrence              | Pointkonkurrence | Pointkonkurrence |
| Rytter           | Rytter             | Hold                          | Point            |                  |
| ---------------- | ------------------ | ----------------------------- | ---------------- | ---------------- |
| 1.               | Jonathan Milan     | Lidl-Trek                     | 57 point         |                  |
| 2.               | Matej Mohorič      | Bahrain Victorious            | 48 point         |                  |
| 3.               | Filippo Fiorelli   | VF Group-Bardiani CSF-Faizanè | 36 point         |                  |
| 4.               | Giovanni Lonardi   | Team Polti Kometa             | 36 point         |                  |
| 5.               | Will Barta         | Movistar Team                 | 29 point         |                  |
| 6.               | Simone Consonni    | Lidl-Trek                     | 28 point         |                  |
| 7.               | Orluis Aular       | Caja Rural-Seguros RGA        | 27 point         |                  |
| 8.               | Brandon McNulty    | UAE Team Emirates             | 25 point         |                  |
| 9.               | Alessandro Tonelli | VF Group-Bardiani CSF-Faizanè | 25 point         |                  |
| 10.              | Santiago Buitrago  | Bahrain Victorious            | 24 point         |                  |

| Pointkonkurrence | Pointkonkurrence   | Pointkonkurrence              | Pointkonkurrence | Pointkonkurrence |
| Rytter           | Rytter             | Hold                          | Point            |                  |
| ---------------- | ------------------ | ----------------------------- | ---------------- | ---------------- |
| 1.               | Jonathan Milan     | Lidl-Trek                     | 57 point         |                  |
| 2.               | Matej Mohorič      | Bahrain Victorious            | 48 point         |                  |
| 3.               | Filippo Fiorelli   | VF Group-Bardiani CSF-Faizanè | 36 point         |                  |
| 4.               | Giovanni Lonardi   | Team Polti Kometa             | 36 point         |                  |
| 5.               | Will Barta         | Movistar Team                 | 29 point         |                  |
| 6.               | Simone Consonni    | Lidl-Trek                     | 28 point         |                  |
| 7.               | Orluis Aular       | Caja Rural-Seguros RGA        | 27 point         |                  |
| 8.               | Brandon McNulty    | UAE Team Emirates             | 25 point         |                  |
| 9.               | Alessandro Tonelli | VF Group-Bardiani CSF-Faizanè | 25 point         |                  |
| 10.              | Santiago Buitrago  | Bahrain Victorious            | 24 point         |                  |

| Ungdomskonkurrence | Ungdomskonkurrence | Ungdomskonkurrence           | Ungdomskonkurrence | Ungdomskonkurrence |
| Rytter             | Rytter             | Hold                         | Tid                |                    |
| ------------------ | ------------------ | ---------------------------- | ------------------ | ------------------ |
| 1.                 | Santiago Buitrago  | Bahrain Victorious           | 17t 52' 48"        |                    |
| 2.                 | Javier Romo        | Movistar Team                | + 43"              |                    |
| 3.                 | Hagos Welay Berhe  | Team Jayco AlUla             | + 44"              |                    |
| 4.                 | Giovanni Aleotti   | Bora-Hansgrohe               | + 1' 06"           |                    |
| 5.                 | Davide Piganzoli   | Team Polti Kometa            | + 1' 08"           |                    |
| 6.                 | Igor Arrieta       | UAE Team Emirates            | + 1' 08"           |                    |
| 7.                 | Filippo Zana       | Team Jayco AlUla             | + 1' 22"           |                    |
| 8.                 | Davide De Pretto   | Team Jayco AlUla             | + 1' 49"           |                    |
| 9.                 | Alex Molenaar      | Illes Balears Arabay Cycling | + 4' 12"           |                    |
| 10.                | Pablo Castrillo    | Equipo Kern Pharma           | + 5' 12"           |                    |

| Ungdomskonkurrence | Ungdomskonkurrence | Ungdomskonkurrence           | Ungdomskonkurrence | Ungdomskonkurrence |
| Rytter             | Rytter             | Hold                         | Tid                |                    |
| ------------------ | ------------------ | ---------------------------- | ------------------ | ------------------ |
| 1.                 | Santiago Buitrago  | Bahrain Victorious           | 17t 52' 48"        |                    |
| 2.                 | Javier Romo        | Movistar Team                | + 43"              |                    |
| 3.                 | Hagos Welay Berhe  | Team Jayco AlUla             | + 44"              |                    |
| 4.                 | Giovanni Aleotti   | Bora-Hansgrohe               | + 1' 06"           |                    |
| 5.                 | Davide Piganzoli   | Team Polti Kometa            | + 1' 08"           |                    |
| 6.                 | Igor Arrieta       | UAE Team Emirates            | + 1' 08"           |                    |
| 7.                 | Filippo Zana       | Team Jayco AlUla             | + 1' 22"           |                    |
| 8.                 | Davide De Pretto   | Team Jayco AlUla             | + 1' 49"           |                    |
| 9.                 | Alex Molenaar      | Illes Balears Arabay Cycling | + 4' 12"           |                    |
| 10.                | Pablo Castrillo    | Equipo Kern Pharma           | + 5' 12"           |                    |

### Holdkonkurrencen
| Holdkonkurrence | Holdkonkurrence               | Holdkonkurrence | Holdkonkurrence |
| Hold            | Hold                          | Tid             |                 |
| --------------- | ----------------------------- | --------------- | --------------- |
| 1.              | Bahrain Victorious            | 53t 39' 19"     |                 |
| 2.              | UAE Team Emirates             | + 34"           |                 |
| 3.              | Bora-Hansgrohe                | + 39"           |                 |
| 4.              | Team Jayco AlUla              | + 3' 00"        |                 |
| 5.              | Polti Kometa                  | + 3' 31"        |                 |
| 6.              | VF Group-Bardiani CSF-Faizané | + 5' 06"        |                 |
| 7.              | Euskaltel-Euskadi             | + 5' 45"        |                 |
| 8.              | Movistar Team                 | + 6' 00"        |                 |
| 9.              | Burgos-BH                     | + 11' 44"       |                 |
| 10.             | Caja Rural-Seguros RGA        | + 13' 52"       |                 |

## Hold og ryttere
| UCI WorldTeams (7)- Bahrain Victorious - Bora-Hansgrohe - Intermarché-Wanty - Lidl-Trek - Movistar Team - Team Jayco AlUla - UAE Team Emirates UCI ProTeams (9)- Bingoal WB - Burgos-BH - Caja Rural-Seguros RGA - Equipo Kern Pharma - Euskaltel-Euskadi - Q36.5 Pro Cycling Team - Team Novo Nordisk - Polti Kometa - VF Group-Bardiani CSF-Faizané UCI Kontinentalhold (2)- Illes Balears Arabay Cycling - Project Echelon Racing |
| |

### Danske ryttere
| Danske ryttere på startlisten |                  |                |           |
| Rygnummer                     | Rytter           | Hold           | Placering |
| 16                            | Frederik Wandahl | Bora-Hansgrohe | 70        |
| 144                           | Alexander Salby  | Bingoal WB     | 105       |

* DNF = gennemførte ikke

### Startliste
| Intermarché-Wanty IWA | Intermarché-Wanty IWA     | Intermarché-Wanty IWA |
| --------------------- | ------------------------- | --------------------- |
| Nr.                   | Rytter                    | Placering             |
| 1                     | Vito Braet (BEL)          | 95.                   |
| 2                     | Arne Marit (BEL)          | 79.                   |
| 3                     | Adrien Petit (FRA)        | 112.                  |
| 4                     | Baptiste Planckaert (BEL) | 84.                   |
| 5                     | Rein Taaramäe (EST)       | 19.                   |
| 6                     | Tim Rex (BEL)             | 37.                   |
| 7                     | Boy van Poppel (NED)      | 85.                   |

| Bora-Hansgrohe BOH | Bora-Hansgrohe BOH     | Bora-Hansgrohe BOH |
| ------------------ | ---------------------- | ------------------ |
| Nr.                | Rytter                 | Placering          |
| 11                 | Patrick Gamper (AUT)   | 108.               |
| 12                 | Jai Hindley (AUS)      | 5.                 |
| 13                 | Lennard Kämna (GER)    | 75.                |
| 14                 | Alexander Hajek (AUT)  | 35.                |
| 15                 | Aleksandr Vlasov       | 3.                 |
| 16                 | Frederik Wandahl (DEN) | 70.                |
| 17                 | Giovanni Aleotti (ITA) | 13.                |

| UAE Team Emirates UAD | UAE Team Emirates UAD     | UAE Team Emirates UAD |
| --------------------- | ------------------------- | --------------------- |
| Nr.                   | Rytter                    | Placering             |
| 21                    | Igor Arrieta (ESP)        | 15.                   |
| 22                    | Jan Christen (SUI)        | 44.                   |
| 23                    | Alessandro Covi (ITA)     | 56.                   |
| 24                    | Felix Großschartner (AUT) | 7.                    |
| 25                    | Brandon McNulty (USA)     | 1.                    |
| 26                    | Pavel Sivakov (FRA)       | DNS-3                 |
| 27                    | Duarte Marivoet (BEL)     | 108.                  |

| Movistar Team MOV | Movistar Team MOV             | Movistar Team MOV |
| ----------------- | ----------------------------- | ----------------- |
| Nr.               | Rytter                        | Placering         |
| 31                | Jorge Arcas (ESP)             | 64.               |
| 32                | Will Barta (USA)              | 41.               |
| 33                | Oier Lazkano (ESP) (landevej) | 61.               |
| 34                | Antonio Pedrero (ESP)         | 90.               |
| 35                | Javier Romo (ESP)             | 9.                |
| 36                | Einer Rubio (COL)             | 18.               |
| 37                | Pelayo Sánchez (ESP)          | 47.               |

| Bahrain Victorious TBV | Bahrain Victorious TBV  | Bahrain Victorious TBV |
| ---------------------- | ----------------------- | ---------------------- |
| Nr.                    | Rytter                  | Placering              |
| 41                     | Pello Bilbao (ESP)      | 6.                     |
| 42                     | Yukiya Arashiro (JPN)   | DNS-2                  |
| 43                     | Santiago Buitrago (COL) | 2.                     |
| 44                     | Nicolò Buratti (ITA)    | 86.                    |
| 45                     | Kamil Gradek (POL)      | DNS-2                  |
| 46                     | Rainer Kepplinger (AUT) | 8.                     |
| 47                     | Matej Mohorič (SLO)     | 23.                    |

| Lidl-Trek LTK | Lidl-Trek LTK                 | Lidl-Trek LTK |
| ------------- | ----------------------------- | ------------- |
| Nr.           | Rytter                        | Placering     |
| 51            | Simone Consonni (ITA)         | 82.           |
| 52            | Fabio Felline (ITA)           | DNS-1         |
| 53            | Amanuel Ghebreigzabhier (ERI) | 80.           |
| 54            | Patrick Konrad (AUT)          | 12.           |
| 55            | Jonathan Milan (ITA)          | 48.           |
| 56            | Sam Oomen (NED)               | 33.           |
| 57            | Edward Theuns (BEL)           | 83.           |

| Team Jayco AlUla JAY | Team Jayco AlUla JAY        | Team Jayco AlUla JAY |
| -------------------- | --------------------------- | -------------------- |
| Nr.                  | Rytter                      | Placering            |
| 61                   | Hagos Welay Berhe (ETH)     | 10.                  |
| 62                   | Davide De Pretto (ITA)      | 21.                  |
| 63                   | Eddie Dunbar (IRL)          | DNS-3                |
| 64                   | Felix Engelhardt (GER)      | 57.                  |
| 65                   | Michael Matthews (AUS)      | DNS-4                |
| 66                   | Amund Grøndahl Jansen (NOR) | 92.                  |
| 67                   | Filippo Zana (ITA)          | 16.                  |

| Euskaltel-Euskadi EUS | Euskaltel-Euskadi EUS  | Euskaltel-Euskadi EUS |
| --------------------- | ---------------------- | --------------------- |
| Nr.                   | Rytter                 | Placering             |
| 71                    | Mikel Bizkarra (ESP)   | 26.                   |
| 72                    | Joan Bou (ESP)         | 17.                   |
| 73                    | Xavier Cañellas (ESP)  | 88.                   |
| 74                    | Asier Etxeberria (ESP) | 81.                   |
| 75                    | Xabier Isasa (ESP)     | 34.                   |
| 76                    | Mikel Iturria (ESP)    | 28.                   |
| 77                    | Txomin Juaristi (ESP)  | 46.                   |

| Caja Rural-Seguros RGA CJR | Caja Rural-Seguros RGA CJR    | Caja Rural-Seguros RGA CJR |
| -------------------------- | ----------------------------- | -------------------------- |
| Nr.                        | Rytter                        | Placering                  |
| 81                         | Orluis Aular (VEN) (landevej) | 30.                        |
| 82                         | Jaume Guardeño (ESP)          | 62.                        |
| 83                         | Mulu Hailemichael (ETH)       | 76.                        |
| 84                         | Jokin Murguialday (ESP)       | 72.                        |
| 85                         | Joel Nicolau (ESP)            | 43.                        |
| 86                         | Thomas Silva (URU)            | 54.                        |
| 87                         | Gorka Sorarrain (ESP)         | 78.                        |

| Q36.5 Pro Cycling Team Q36 | Q36.5 Pro Cycling Team Q36         | Q36.5 Pro Cycling Team Q36 |
| -------------------------- | ---------------------------------- | -------------------------- |
| Nr.                        | Rytter                             | Placering                  |
| 91                         | Negasi Abreha (ETH)                | 91.                        |
| 92                         | Marcel Camprubí (ESP)              | 49.                        |
| 93                         | Carl Fredrik Hagen (NOR)           | 20.                        |
| 94                         | Nicolò Parisini (ITA)              | DNF-5                      |
| 95                         | Jannik Steimle (GER)               | 101.                       |
| 96                         | James Whelan (AUS)                 | 40.                        |
| 97                         | Nickolas Zukowsky (CAN) (landevej) | 69.                        |

| Equipo Kern Pharma EKP | Equipo Kern Pharma EKP       | Equipo Kern Pharma EKP |
| ---------------------- | ---------------------------- | ---------------------- |
| Nr.                    | Rytter                       | Placering              |
| 101                    | Pablo Castrillo (ESP)        | 32.                    |
| 102                    | Jon Agirre (ESP)             | 24.                    |
| 103                    | Unai Iribar (ESP)            | 39.                    |
| 104                    | Iñigo Elosegui (ESP)         | 60.                    |
| 105                    | Eugenio Sánchez López (ESP)  | 99.                    |
| 106                    | Álex Jaime (ESP)             | 102.                   |
| 107                    | Miguel Ángel Fernández (ESP) | 114.                   |

| Burgos-BH BBH | Burgos-BH BBH                     | Burgos-BH BBH |
| ------------- | --------------------------------- | ------------- |
| Nr.           | Rytter                            | Placering     |
| 111           | José Manuel Díaz (ESP)            | 25.           |
| 112           | Ander Okamika (ESP)               | 38.           |
| 113           | Sinuhé Fernández (ESP)            | 51.           |
| 114           | Antonio Angulo (ESP)              | 100.          |
| 115           | Geórgios Boúglas (GRE) (landevej) | 104.          |
| 116           | Clément Alleno (FRA)              | 42.           |
| 117           | Jetse Bol (NED)                   | DNF-3         |

| VF Group-Bardiani CSF-Faizanè VBF | VF Group-Bardiani CSF-Faizanè VBF | VF Group-Bardiani CSF-Faizanè VBF |
| --------------------------------- | --------------------------------- | --------------------------------- |
| Nr.                               | Rytter                            | Placering                         |
| 121                               | Luca Colnaghi (ITA)               | 106.                              |
| 122                               | Filippo Fiorelli (ITA)            | 29.                               |
| 123                               | Riccardo Lucca (ITA)              | 94.                               |
| 124                               | Filippo Magli (ITA)               | 53.                               |
| 125                               | Manuele Tarozzi (ITA)             | 27.                               |
| 126                               | Alessandro Tonelli (ITA)          | 4.                                |
| 127                               | Samuele Zoccarato (ITA)           | 66.                               |

| Team Novo Nordisk TNN | Team Novo Nordisk TNN | Team Novo Nordisk TNN |
| --------------------- | --------------------- | --------------------- |
| Nr.                   | Rytter                | Placering             |
| 131                   | Matyáš Kopecký (CZE)  | 74.                   |
| 132                   | Filippo Ridolfo (ITA) | DNF-4                 |
| 133                   | Gerd de Keijzer (NED) | DNF-4                 |
| 134                   | Jan Dunnewind (NED)   | 113.                  |
| 135                   | David Lozano (ESP)    | 68.                   |
| 136                   | Nathan Smith (GBR)    | 93.                   |
| 137                   | Lucas Dauge (FRA)     | 107.                  |

| Bingoal WB BWB | Bingoal WB BWB             | Bingoal WB BWB |
| -------------- | -------------------------- | -------------- |
| Nr.            | Rytter                     | Placering      |
| 141            | Louis Blouwe (BEL)         | 58.            |
| 142            | Floris De Tier (BEL)       | 22.            |
| 143            | Johan Meens (BEL)          | 55.            |
| 144            | Alexander Salby (DEN)      | 105.           |
| 145            | Marco Tizza (ITA)          | 50.            |
| 146            | Nathan Vandepitte (FRA)    | 89.            |
| 147            | Sébastien van Poppel (BEL) | 111.           |

| Team Polti Kometa PTK | Team Polti Kometa PTK  | Team Polti Kometa PTK |
| --------------------- | ---------------------- | --------------------- |
| Nr.                   | Rytter                 | Placering             |
| 151                   | Mirco Maestri (ITA)    | 67.                   |
| 152                   | Giovanni Lonardi (ITA) | 63.                   |
| 153                   | Francisco Muñoz (ESP)  | 65.                   |
| 154                   | Diego Sevilla (ESP)    | 71.                   |
| 155                   | Davide Piganzoli (ITA) | 14.                   |
| 156                   | Paul Double (GBR)      | 11.                   |
| 157                   | Fernando Tercero (ESP) | 45.                   |

| Illes Balears Arabay Cycling IBA | Illes Balears Arabay Cycling IBA | Illes Balears Arabay Cycling IBA |
| -------------------------------- | -------------------------------- | -------------------------------- |
| Nr.                              | Rytter                           | Placering                        |
| 161                              | Julen Amezqueta (ESP)            | 59.                              |
| 162                              | José María García (ESP)          | 52.                              |
| 163                              | Unai Esparza (ESP)               | 96.                              |
| 164                              | Pau Llaneras (ESP)               | 97.                              |
| 165                              | Sergi Darder (ESP)               | 103.                             |
| 166                              | Alex Molenaar (NED)              | 31.                              |
| 167                              | Gonzalo Ariño (ESP)              | 110.                             |

| Project Echelon Racing PEC | Project Echelon Racing PEC | Project Echelon Racing PEC |
| -------------------------- | -------------------------- | -------------------------- |
| Nr.                        | Rytter                     | Placering                  |
| 171                        | Richard Arnopol (USA)      | 73.                        |
| 172                        | Matthew Zimmer (USA)       | 87.                        |
| 173                        | Tyler Stites (USA)         | 36.                        |
| 174                        | Laurent Gervais (CAN)      | 77.                        |
| 175                        | Samuel Boardman (USA)      | 98.                        |
| 176                        | Ethan Craine (NZL)         | DNF-4                      |
| 177                        | Caleb Classen (USA)        | DNF-4                      |

| Intermarché-Wanty IWA | Intermarché-Wanty IWA     | Intermarché-Wanty IWA |
| --------------------- | ------------------------- | --------------------- |
| Nr.                   | Rytter                    | Placering             |
| 1                     | Vito Braet (BEL)          | 95.                   |
| 2                     | Arne Marit (BEL)          | 79.                   |
| 3                     | Adrien Petit (FRA)        | 112.                  |
| 4                     | Baptiste Planckaert (BEL) | 84.                   |
| 5                     | Rein Taaramäe (EST)       | 19.                   |
| 6                     | Tim Rex (BEL)             | 37.                   |
| 7                     | Boy van Poppel (NED)      | 85.                   |

| Bora-Hansgrohe BOH | Bora-Hansgrohe BOH     | Bora-Hansgrohe BOH |
| ------------------ | ---------------------- | ------------------ |
| Nr.                | Rytter                 | Placering          |
| 11                 | Patrick Gamper (AUT)   | 108.               |
| 12                 | Jai Hindley (AUS)      | 5.                 |
| 13                 | Lennard Kämna (GER)    | 75.                |
| 14                 | Alexander Hajek (AUT)  | 35.                |
| 15                 | Aleksandr Vlasov       | 3.                 |
| 16                 | Frederik Wandahl (DEN) | 70.                |
| 17                 | Giovanni Aleotti (ITA) | 13.                |

| UAE Team Emirates UAD | UAE Team Emirates UAD     | UAE Team Emirates UAD |
| --------------------- | ------------------------- | --------------------- |
| Nr.                   | Rytter                    | Placering             |
| 21                    | Igor Arrieta (ESP)        | 15.                   |
| 22                    | Jan Christen (SUI)        | 44.                   |
| 23                    | Alessandro Covi (ITA)     | 56.                   |
| 24                    | Felix Großschartner (AUT) | 7.                    |
| 25                    | Brandon McNulty (USA)     | 1.                    |
| 26                    | Pavel Sivakov (FRA)       | DNS-3                 |
| 27                    | Duarte Marivoet (BEL)     | 108.                  |

| Movistar Team MOV | Movistar Team MOV             | Movistar Team MOV |
| ----------------- | ----------------------------- | ----------------- |
| Nr.               | Rytter                        | Placering         |
| 31                | Jorge Arcas (ESP)             | 64.               |
| 32                | Will Barta (USA)              | 41.               |
| 33                | Oier Lazkano (ESP) (landevej) | 61.               |
| 34                | Antonio Pedrero (ESP)         | 90.               |
| 35                | Javier Romo (ESP)             | 9.                |
| 36                | Einer Rubio (COL)             | 18.               |
| 37                | Pelayo Sánchez (ESP)          | 47.               |

| Bahrain Victorious TBV | Bahrain Victorious TBV  | Bahrain Victorious TBV |
| ---------------------- | ----------------------- | ---------------------- |
| Nr.                    | Rytter                  | Placering              |
| 41                     | Pello Bilbao (ESP)      | 6.                     |
| 42                     | Yukiya Arashiro (JPN)   | DNS-2                  |
| 43                     | Santiago Buitrago (COL) | 2.                     |
| 44                     | Nicolò Buratti (ITA)    | 86.                    |
| 45                     | Kamil Gradek (POL)      | DNS-2                  |
| 46                     | Rainer Kepplinger (AUT) | 8.                     |
| 47                     | Matej Mohorič (SLO)     | 23.                    |

| Lidl-Trek LTK | Lidl-Trek LTK                 | Lidl-Trek LTK |
| ------------- | ----------------------------- | ------------- |
| Nr.           | Rytter                        | Placering     |
| 51            | Simone Consonni (ITA)         | 82.           |
| 52            | Fabio Felline (ITA)           | DNS-1         |
| 53            | Amanuel Ghebreigzabhier (ERI) | 80.           |
| 54            | Patrick Konrad (AUT)          | 12.           |
| 55            | Jonathan Milan (ITA)          | 48.           |
| 56            | Sam Oomen (NED)               | 33.           |
| 57            | Edward Theuns (BEL)           | 83.           |

| Team Jayco AlUla JAY | Team Jayco AlUla JAY        | Team Jayco AlUla JAY |
| -------------------- | --------------------------- | -------------------- |
| Nr.                  | Rytter                      | Placering            |
| 61                   | Hagos Welay Berhe (ETH)     | 10.                  |
| 62                   | Davide De Pretto (ITA)      | 21.                  |
| 63                   | Eddie Dunbar (IRL)          | DNS-3                |
| 64                   | Felix Engelhardt (GER)      | 57.                  |
| 65                   | Michael Matthews (AUS)      | DNS-4                |
| 66                   | Amund Grøndahl Jansen (NOR) | 92.                  |
| 67                   | Filippo Zana (ITA)          | 16.                  |

| Euskaltel-Euskadi EUS | Euskaltel-Euskadi EUS  | Euskaltel-Euskadi EUS |
| --------------------- | ---------------------- | --------------------- |
| Nr.                   | Rytter                 | Placering             |
| 71                    | Mikel Bizkarra (ESP)   | 26.                   |
| 72                    | Joan Bou (ESP)         | 17.                   |
| 73                    | Xavier Cañellas (ESP)  | 88.                   |
| 74                    | Asier Etxeberria (ESP) | 81.                   |
| 75                    | Xabier Isasa (ESP)     | 34.                   |
| 76                    | Mikel Iturria (ESP)    | 28.                   |
| 77                    | Txomin Juaristi (ESP)  | 46.                   |

| Caja Rural-Seguros RGA CJR | Caja Rural-Seguros RGA CJR    | Caja Rural-Seguros RGA CJR |
| -------------------------- | ----------------------------- | -------------------------- |
| Nr.                        | Rytter                        | Placering                  |
| 81                         | Orluis Aular (VEN) (landevej) | 30.                        |
| 82                         | Jaume Guardeño (ESP)          | 62.                        |
| 83                         | Mulu Hailemichael (ETH)       | 76.                        |
| 84                         | Jokin Murguialday (ESP)       | 72.                        |
| 85                         | Joel Nicolau (ESP)            | 43.                        |
| 86                         | Thomas Silva (URU)            | 54.                        |
| 87                         | Gorka Sorarrain (ESP)         | 78.                        |

| Q36.5 Pro Cycling Team Q36 | Q36.5 Pro Cycling Team Q36         | Q36.5 Pro Cycling Team Q36 |
| -------------------------- | ---------------------------------- | -------------------------- |
| Nr.                        | Rytter                             | Placering                  |
| 91                         | Negasi Abreha (ETH)                | 91.                        |
| 92                         | Marcel Camprubí (ESP)              | 49.                        |
| 93                         | Carl Fredrik Hagen (NOR)           | 20.                        |
| 94                         | Nicolò Parisini (ITA)              | DNF-5                      |
| 95                         | Jannik Steimle (GER)               | 101.                       |
| 96                         | James Whelan (AUS)                 | 40.                        |
| 97                         | Nickolas Zukowsky (CAN) (landevej) | 69.                        |

| Equipo Kern Pharma EKP | Equipo Kern Pharma EKP       | Equipo Kern Pharma EKP |
| ---------------------- | ---------------------------- | ---------------------- |
| Nr.                    | Rytter                       | Placering              |
| 101                    | Pablo Castrillo (ESP)        | 32.                    |
| 102                    | Jon Agirre (ESP)             | 24.                    |
| 103                    | Unai Iribar (ESP)            | 39.                    |
| 104                    | Iñigo Elosegui (ESP)         | 60.                    |
| 105                    | Eugenio Sánchez López (ESP)  | 99.                    |
| 106                    | Álex Jaime (ESP)             | 102.                   |
| 107                    | Miguel Ángel Fernández (ESP) | 114.                   |

| Burgos-BH BBH | Burgos-BH BBH                     | Burgos-BH BBH |
| ------------- | --------------------------------- | ------------- |
| Nr.           | Rytter                            | Placering     |
| 111           | José Manuel Díaz (ESP)            | 25.           |
| 112           | Ander Okamika (ESP)               | 38.           |
| 113           | Sinuhé Fernández (ESP)            | 51.           |
| 114           | Antonio Angulo (ESP)              | 100.          |
| 115           | Geórgios Boúglas (GRE) (landevej) | 104.          |
| 116           | Clément Alleno (FRA)              | 42.           |
| 117           | Jetse Bol (NED)                   | DNF-3         |

| VF Group-Bardiani CSF-Faizanè VBF | VF Group-Bardiani CSF-Faizanè VBF | VF Group-Bardiani CSF-Faizanè VBF |
| --------------------------------- | --------------------------------- | --------------------------------- |
| Nr.                               | Rytter                            | Placering                         |
| 121                               | Luca Colnaghi (ITA)               | 106.                              |
| 122                               | Filippo Fiorelli (ITA)            | 29.                               |
| 123                               | Riccardo Lucca (ITA)              | 94.                               |
| 124                               | Filippo Magli (ITA)               | 53.                               |
| 125                               | Manuele Tarozzi (ITA)             | 27.                               |
| 126                               | Alessandro Tonelli (ITA)          | 4.                                |
| 127                               | Samuele Zoccarato (ITA)           | 66.                               |

| Team Novo Nordisk TNN | Team Novo Nordisk TNN | Team Novo Nordisk TNN |
| --------------------- | --------------------- | --------------------- |
| Nr.                   | Rytter                | Placering             |
| 131                   | Matyáš Kopecký (CZE)  | 74.                   |
| 132                   | Filippo Ridolfo (ITA) | DNF-4                 |
| 133                   | Gerd de Keijzer (NED) | DNF-4                 |
| 134                   | Jan Dunnewind (NED)   | 113.                  |
| 135                   | David Lozano (ESP)    | 68.                   |
| 136                   | Nathan Smith (GBR)    | 93.                   |
| 137                   | Lucas Dauge (FRA)     | 107.                  |

| Bingoal WB BWB | Bingoal WB BWB             | Bingoal WB BWB |
| -------------- | -------------------------- | -------------- |
| Nr.            | Rytter                     | Placering      |
| 141            | Louis Blouwe (BEL)         | 58.            |
| 142            | Floris De Tier (BEL)       | 22.            |
| 143            | Johan Meens (BEL)          | 55.            |
| 144            | Alexander Salby (DEN)      | 105.           |
| 145            | Marco Tizza (ITA)          | 50.            |
| 146            | Nathan Vandepitte (FRA)    | 89.            |
| 147            | Sébastien van Poppel (BEL) | 111.           |

| Team Polti Kometa PTK | Team Polti Kometa PTK  | Team Polti Kometa PTK |
| --------------------- | ---------------------- | --------------------- |
| Nr.                   | Rytter                 | Placering             |
| 151                   | Mirco Maestri (ITA)    | 67.                   |
| 152                   | Giovanni Lonardi (ITA) | 63.                   |
| 153                   | Francisco Muñoz (ESP)  | 65.                   |
| 154                   | Diego Sevilla (ESP)    | 71.                   |
| 155                   | Davide Piganzoli (ITA) | 14.                   |
| 156                   | Paul Double (GBR)      | 11.                   |
| 157                   | Fernando Tercero (ESP) | 45.                   |

| Illes Balears Arabay Cycling IBA | Illes Balears Arabay Cycling IBA | Illes Balears Arabay Cycling IBA |
| -------------------------------- | -------------------------------- | -------------------------------- |
| Nr.                              | Rytter                           | Placering                        |
| 161                              | Julen Amezqueta (ESP)            | 59.                              |
| 162                              | José María García (ESP)          | 52.                              |
| 163                              | Unai Esparza (ESP)               | 96.                              |
| 164                              | Pau Llaneras (ESP)               | 97.                              |
| 165                              | Sergi Darder (ESP)               | 103.                             |
| 166                              | Alex Molenaar (NED)              | 31.                              |
| 167                              | Gonzalo Ariño (ESP)              | 110.                             |

| Project Echelon Racing PEC | Project Echelon Racing PEC | Project Echelon Racing PEC |
| -------------------------- | -------------------------- | -------------------------- |
| Nr.                        | Rytter                     | Placering                  |
| 171                        | Richard Arnopol (USA)      | 73.                        |
| 172                        | Matthew Zimmer (USA)       | 87.                        |
| 173                        | Tyler Stites (USA)         | 36.                        |
| 174                        | Laurent Gervais (CAN)      | 77.                        |
| 175                        | Samuel Boardman (USA)      | 98.                        |
| 176                        | Ethan Craine (NZL)         | DNF-4                      |
| 177                        | Caleb Classen (USA)        | DNF-4                      |